# Mezinárodní letiště Chaj-kchou Mej-lan
Mezinárodní letiště Chaj-kchou Mej-lan (čínsky v českém přepisu Chaj-kchou Mej-lan kuo-ťi ťi-čchang, pchin-jinem Hǎikǒu Měilán Guójì Jīchǎng, znaky zjednodušené 海口美兰国际机场, tradiční 海口美蘭國際機場, IATA: HAK, ICAO: ZJHK) je mezinárodní letiště u Chaj-kchouu v provincii Chaj-nan v Čínské lidové republice. Leží u severního kraje provincie v obvodě Mej-lan ve vzdálenosti přibližně pětadvaceti kilometrů jihovýchodně od centra Chaj-kchou.
V rámci pořadí nejrušnějších letiště podle počtu cestujících se v rámci celé republiky drží dlouhodobě kolem dvacátého místa. V rámci ostrova Chaj-nan je jedním ze dvou mezinárodních letišť, druhým je mezinárodní letiště San-ja Feng-chuang na jihu ostrova.